# 張兆志
張兆志（1974年4月18日—），是台灣演員、主持人、歌手。服役期間，為中華民國憲兵憲光藝工隊，負責燈光音效組。曾為MTV中文台VJ，2007年MTV中文台《超級旁門左道》電視制作人。後以上開資歷於得到的知名度，為經營個人愛情諮詢應用程式《喬志先生的愛情診斷室》，2023年12月二度離婚。。

## 電視劇
| 首播   | 電視台          | 劇名                  | 角色      |
| 2001年 | 華視            | 麻辣鮮師              | 張兆志    |
| 2003年 | 中視            | 粉紅教父小甜甜        | 朱世明    |
| 2005年 | 三立都會台      | 住左邊住右邊          | 張喬治    |
| 2006年 | 台視/三立都會台 | 微笑PASTA             | 摄技师    |
| 2007年 | 台視/三立都會台 | 鬥牛要不要            | 獨行玩家  |
| 2008年 | 台視/三立都會台 | 無敵珊寶妹            | 博啟      |
| 2009年 | 中視            | 閃亮的日子            | 向光正    |
| 2009年 | 台視/三立都會台 | 福氣又安康            | Ken       |
| 2009年 | 台視/三立都會台 | 敗犬女王              | 唐希銘    |
| 2010年 | 台視/三立都會台 | 偷心大聖PS男          | 大貿      |
| 2010年 | 中視            | 女王不下班            | 饅頭      |
| 2011年 | 台視            | 田庄英雄              | Andy Wang |
| 2012年 | 中天綜合台      | PM10-AM03             | 豆哥      |
| 2012年 | 華視/東森綜合台 | 粉愛粉愛你            | 布萊特    |
| 2013年 | 中天綜合台      | PMAM                  | 豆哥      |
| 2013年 | 三立都會台      | 美味的想念            | 主持人    |
| 2013年 | 東森幼幼台      | 萌學園5異界對決       | 羅博高    |
| 2014年 | 樂視網          | PMAM美好偵探社了      | 綠師      |
| 2015年 | 樂視網          | PMAM欲望俱樂部        | 豆哥      |
| 2016年 | 八大綜合台      | 我家是戰國            | 宋千里    |
| 2016年 | 公共電視台      | 滾石愛情故事-寫一首歌 | 馬尿      |

## 電視電影
| 首播   | 電視台     | 劇名       | 角色   |
| 2019年 | 緯來電影台 | 《罪・形》 | 鄭景泰 |

## 主持
- 2014年12月14日 三立電視《2014華劇大賞》（主持人）

## 綜藝節目
| 首播   | 電視台     | 節目       | 備註                |
| 2014年 | 八大電視台 | 我們都來了 | 於2014年7月20日停播 |

## 著作
- 《喬志先生 愛情診斷室》時報文化2014年12月8日初版，ISBN 9789571361345

## 配音
- 《馬達加斯加系列》 馬蹄（英語：Marty）

## 外部連結
- 張兆志GEORGE的新浪微博
- 張兆志 喬志先生的Facebook專頁
- 張兆志在互联网电影资料库（IMDb）上的資料（英文）
- 張兆志在香港影庫上的簡介
- 張兆志在豆瓣上的资料（简体中文）
- 華文影史庫 張兆志 簡介 （页面存档备份，存于）